# Le Serment des limbes
Le Serment des limbes est le sixième roman de Jean-Christophe Grangé. Il est paru en mars 2007.
Le roman est le second tome de la trilogie sur le mal (« bien que les histoires des trois livres soient indépendantes ») commencée avec La Ligne noire. 

## Résumé
Lorsque Mathieu Durey, policier à la Brigade criminelle de Paris,  apprend que son meilleur ami, Luc Soubeyras, flic lui aussi et catholique pur et dur, a tenté de se suicider, il fouille ses dossiers et ne tarde pas à découvrir qu'il enquêtait en secret sur une affaire de meurtre abominable dans le massif du Jura.

## Commentaires
Une phrase de La Ligne noire, un des précédents romans de Jean-Christophe Grangé, évoquait déjà une partie de l'intrigue du Serment des Limbes, lorsque Khadidja lisait dans les journaux italiens, dans les faits divers, l'histoire d'une « infirmière de la banlieue de Catane, qui passait pour une sainte et qui venait de tuer son mari à l'acide » (page 495, éditions Albin Michel).

## Éditions
Édition imprimée originale
- Jean-Christophe Grangé, Le Serment des limbes : roman, Paris, éd. Albin Michel, 28 février 2007, 652 p., 24 cm (ISBN 978-2-226-17673-8, BNF 40998129)

Livre audio
- Jean-Christophe Grangé, Le Serment des limbes, Paris, éd. Audiolib, 13 février 2008 (ISBN 978-2-35641-000-9, BNF 41202629)Texte intégral ; narrateur : François d'Aubigny ; support : 2 disques compacts audio MP3 ; durée : 23 h 22 min environ ; référence éditeur : Audiolib 25 0000 7.

Édition au format de poche
- Jean-Christophe Grangé, Le Serment des limbes, Paris, Librairie générale française, coll. « Le Livre de poche » (no 31292), 4 février 2009, 763 p., 18 cm (ISBN 978-2-253-12708-6, BNF 41430104)